# Anil Kumar (athlétisme)
Pour les articles homonymes, voir Anil Kumar Prakash.
Anil Kumar (né le 20 juin 1975) est un athlète indien, spécialiste du lancer de disque.
Son meilleur lancer est de 64,37 m, réalisé en juillet 2004 à Szombathely. En 2007, il est condamné pour dopage au norandrosterone.
L'échantillon avait été prélevé lors d'un test durant les Championnats d'Asie d'athlétisme 2005 à Incheon et a donc été disqualifié de septembre 2005 à septembre 2007. Auparavant, il avait obtenu la médaille d'or lors des Jeux afro-asiatiques de 2003 et deux médailles lors des Jeux asiatiques en 1998 et en 2002.